# Disput von Valladolid

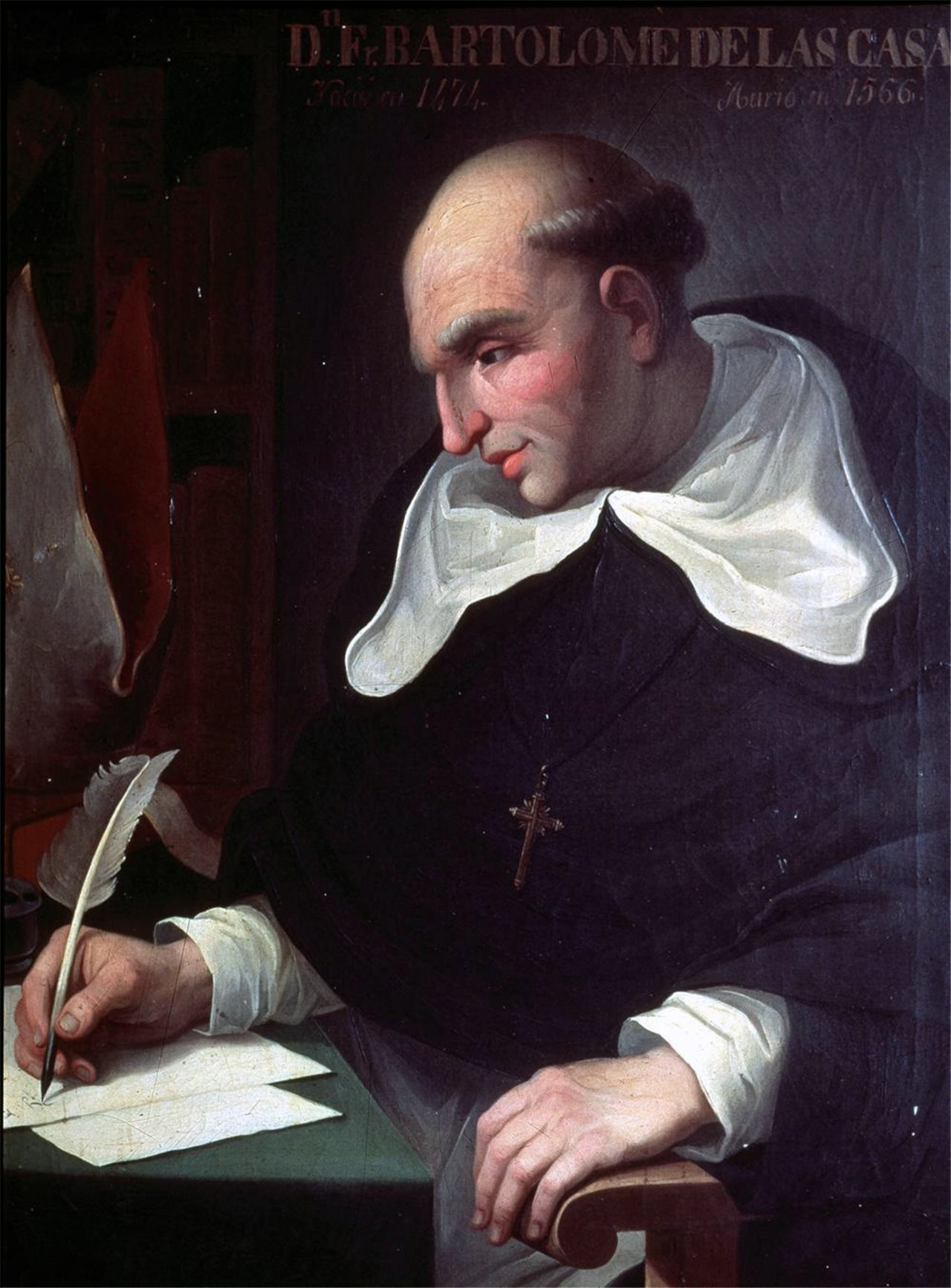
Bartolomé de Las Casas

Als Disput von Valladolid (Junta de Valladolid) bezeichnet man die Auseinandersetzung zwischen dem Dominikaner Bartolomé de Las Casas und dem Weltpriester und Humanisten Juan Ginés de Sepúlveda in der spanischen Stadt Valladolid über die Versklavung der Indianer 1550/51.

## Geschichte
Durch Las Casas und weitere Denker der spanischen Spätscholastik war die spanische Krone unter Karl I. auf die Aggressionen gegen die amerikanischen Ureinwohner aufmerksam gemacht worden. Bereits die päpstliche Bulle Sublimis Deus von 1537 hatte sich mit den Ausschreitungen bei der Versklavung der Indianer durch die Spanier beschäftigt und auf die Menschenwürde der Indianer hingewiesen bzw. diesen eine Reihe von Grundrechten wie Freiheit und Eigentum zugesprochen. So befahl der König, die Gewalthandlungen einzustellen und eine Junta (Jury) einzuberufen, deren Verhandlungsgegenstand die Frage nach der Legitimität der Versklavung der einheimischen Indianer in der Neuen Welt war. Die Jury setzte sich aus anerkannten Gelehrten der Zeit zusammen, darunter namhafte Theologen wie Bartolomé de Carranza, Melchior Cano und Domingo de Soto. Der Verhandlungsort für die zwei Sitzungen vom 15. August bis vermutlich 15. September 1550 sowie vom 11. April bis 4. Mai 1551 war das Dominikanerkloster Colegio de San Gregorio in Valladolid.
Juan Ginés de Sepúlveda, der in Valladolid die Interessen der vom Encomienda-System profitierenden spanischen Siedler und Landbesitzer vertrat, sah die Indianer als Barbaren und natürliche Sklaven an und suchte – aufbauend auf dem aristotelischen Naturrechtsdenken – die Inferiorität der Indianer nachzuweisen: Durch ihre natürliche Hinordnung auf Sklavenarbeit sah er die Versklavung und den Sklavendienst durch Übereinstimmung mit dem Naturrecht gerechtfertigt. Damit könnten diese im Falle der Notwendigkeit der Versklavung und dem Krieg unterworfen werden.

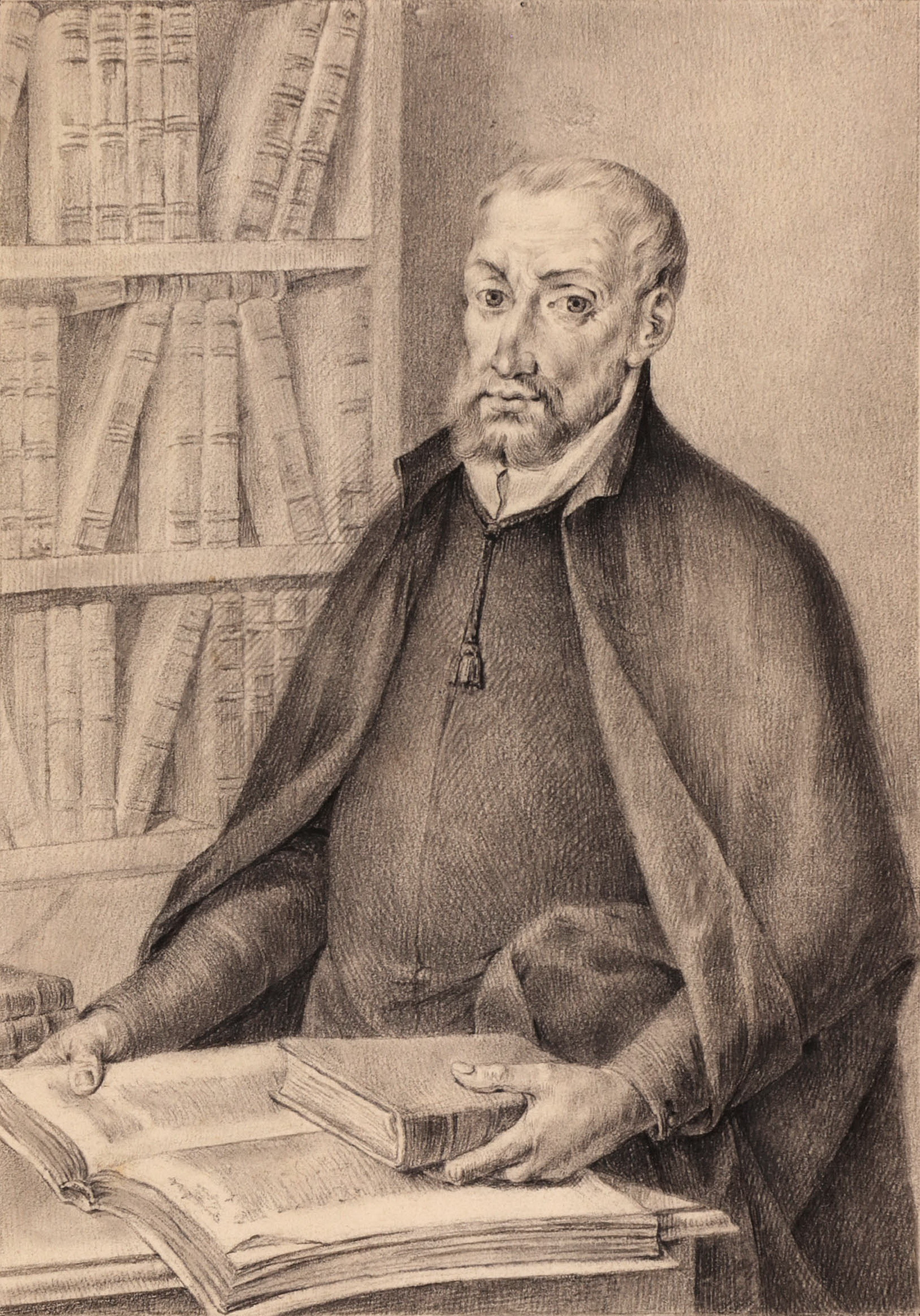
Juan Ginés de Sepúlveda

Der der Schule von Salamanca nahestehende und vom humanistischen Denken geprägte Las Casas setzte sich für die Öffentlichmachung der grausamen Behandlung der einheimischen Indianer durch das spanische Encomienda-System ein. Er argumentierte ebenfalls naturrechtlich gegen die Versklavung der Indianer, die er als freigeborene Menschen betrachtete. Für Las Casas war die aristotelische Rede von den „Barbaren“ bzw. „natürlichen Sklaven“ im Falle der Indianer nicht anwendbar, da diese, anders als die Zuvorgenannten, bereits zum vollen Vernunftgebrauch gelangt und deshalb ohne Zwang und Nötigung zum christlichen Glauben hinzuleiten seien. Las Casas ging im Laufe der Verhandlung auch auf de Sepúlvedas Einwände ein, wonach die Inferiorität der Indianer durch die von diesen begangenen widernatürlichen Verbrechen des Kannibalismus und des Götzenkultes offenkundig sei. Weiters war die Idee der Gottesebenbildlichkeit des Menschen ein wichtiger Ansatz seiner Argumentation.
Obwohl Las Casas wiederholt versuchte, seinen Standpunkt anhand von persönlichen Erlebnisberichten zu untermauern, stagnierte die Disputation auf theoretischer Ebene.
Der Ausgang der Disputation blieb offen; die Kontrahenten beanspruchten beide später, die Verhandlung gewonnen zu haben. Keinem der beiden war es gelungen, ihre Absichten gänzlich umzusetzen und die spanische Krone zu den beabsichtigten politischen Entscheidungen zu bewegen: Weder konnte Las Casas das sofortige Ende des spanischen Eroberungskrieges in der Neuen Welt herbeiführen; die grundsätzliche Misshandlung der Indianer durch die spanischen Eroberer wurde nicht gestoppt. Noch konnte de Sepúlveda die neue Gesetzgebung der 1542 eingeführten und durch Las Casas mitgeprägten Leyes Nuevas verhindern, die vom Bestreben der spanischen Krone getragen waren, die Rechte der Encomiendas zu schwächen bzw. die Encomenderos besser unter ihre Kontrolle zu bringen.
Im Anschluss an die Disputation verfasste Bartholomé de Las Casas die Schrift Aqui se contiene una disputa. Sie enthält die von ihm in der Disputation wohl auszugsweise vorgetragenen Argumentationen.

## Rezeption
Mit der Thematik der Disputation und der Person Las Casas’ befasst sich eine belgisch-französische Filmproduktion aus dem Jahre 1992 unter dem Titel La Controverse de Valladolid mit Jean-Pierre Marielle in der Hauptrolle. Die deutschsprachige Version trägt den Titel Die Kontroverse von Valladolid.
Auch der ORF drehte 1992 einen Fernsehfilm über die Disputation, unter dem Titel Bartolomé de Las Casas (Buch und Regie: Michael Kehlmann). Grundlage war der Roman Las Casas vor Karl V. von Reinhold Schneider.